# 池田出入口
池田出入口（いけだでいりぐち）は、大阪府池田市にある阪神高速道路11号池田線の出入口。環状線方面のみ接続するハーフICである。池田線が池田木部出入口まで延長されるまで、池田線の終点だった。
大阪府道10号大阪池田線を介して、中国自動車道中国池田IC、大阪中央環状線、国道171号、国道176号バイパスと接続する。

## 周辺
- 大阪中央環状線池田インターチェンジ
- 中国自動車道中国池田IC、中国豊中IC
- 大阪国際空港（伊丹空港）
- 大阪高速鉄道大阪モノレール線・阪急電鉄宝塚本線蛍池駅

## 隣
阪神高速11号池田線
(11-09)豊中北出入口 - 大阪空港TB - (11-10)大阪空港出入口 - 蛍池JCT（延伸部分岐） - (11-11)池田出入口